# UAE Team ADQ/Saison 2022
Dieser Artikel beschreibt die Mannschaft und die Siege des Radsportteams UAE Team ADQ in der Saison 2022.

## Mannschaft
| Teamkader 2022          | Teamkader 2022     | Teamkader 2022               | Teamkader 2022                        |
| Name                    | Geburtsdatum       | Land                         | Vorheriges Team                       |
| ----------------------- | ------------------ | ---------------------------- | ------------------------------------- |
| Marta Bastianelli       | 30. April 1987     | Italien                      | Virtu Cycling Women (2019)            |
| Sofia Bertizzolo        | 21. August 1997    | Italien                      | Liv Racing (2021)                     |
| Maaike Boogaard         | 24. August 1998    | Niederlande                  | BTC City Ljubljana (2019)             |
| Eugenia Bujak           | 25. Juni 1989      | Slowenien                    | BTC City Ljubljana (2019)             |
| Mavi García             | 2. Januar 1984     | Spanien                      | Movistar Team (2019)                  |
| Alena Ivanchenko        | 16. November 2003  | Russland                     |                                       |
| Erica Magnaldi          | 24. August 1992    | Italien                      | Ceratizit-WNT Pro Cycling (2021)      |
| Marija Nowolodskaja     | 28. Juli 1999      | Russland                     | A.R. Monex Women's (2021)             |
| Alessia Patuelli        | 22. Dezember 2002  | Italien                      |                                       |
| Urška Pintar            | 3. Oktober 1985    | Slowenien                    | BTC City Ljubljana (2019)             |
| Laura Tomasi            | 1. Juli 1999       | Italien                      | Top Girls Fassa Bortolo (2020)        |
| Anna Trevisi            | 8. Mai 1992        | Italien                      | Inpa Sottoli Bianchi Giusfredi (2015) |
| Sophie Wright           | 15. März 1999      | Vereinigtes Königreich       | Équipe Paule Ka (2020)                |
| Safiya Al Sayegh        | 23. September 2001 | Vereinigte Arabische Emirate |                                       |
|                         |                    |                              |                                       |
| Quelle: ProCyclingStats |                    |                              |                                       |

## Siege
| Siege    | Siege                                                                  | Siege      | Siege  | Siege             | Siege |
| Datum    | Rennen                                                                 | Staat      | Klasse | Siegerin          |       |
| -------- | ---------------------------------------------------------------------- | ---------- | ------ | ----------------- | ----- |
| 6. Feb.  | Vuelta a la Comunitat Valenciana                                       | Spanien    | 1.1    | Marta Bastianelli |       |
| 20. Feb. | Setmana Ciclista Valenciana, 4. Etappe                                 | Spanien    | 2.1    | Marta Bastianelli |       |
| 27. Feb. | Omloop van het Hageland                                                | Belgien    | 1.1    | Marta Bastianelli |       |
| 30. Apr. | Festival luxembourgeois du Cyclisme Féminin Elsy Jacobs, 1. Etappe     | Luxemburg  | 2.Pro  | Marta Bastianelli |       |
| 1. Mai   | Festival luxembourgeois du Cyclisme Féminin Elsy Jacobs, Gesamtwertung | Luxemburg  | 2.Pro  | Marta Bastianelli |       |
| 3. Mai   | Tour de Bretagne féminin, 1. Etappe                                    | Frankreich | 2.1    | Marta Bastianelli |       |
| 4. Mai   | Tour de Bretagne féminin, 2. Etappe                                    | Frankreich | 2.1    | Marta Bastianelli |       |
| 5. Mai   | Tour de Bretagne féminin, 3. Etappe                                    | Frankreich | 2.1    | Alena Ivanchenko  |       |
| 21. Mai  | Vuelta a Burgos Féminas, 3. Etappe                                     | Spanien    | 2.WWT  | Mavi García       |       |
| 24. Jun. | Spanische Meisterschaften, Einzelzeitfahren der Frauen                 | Spanien    | CN     | Mavi García       |       |
| 25. Jun. | Spanische Meisterschaften, Straßenrennen der Frauen                    | Spanien    | CN     | Mavi García       |       |
| 26. Jun. | Slowenische Meisterschaften, Straßenrennen der Frauen                  | Slowenien  | CN     | Eugenia Bujak     |       |
| 27. Aug. | Classic Lorient Agglomération                                          | Frankreich | 1.WWT  | Mavi García       |       |